# Yana Smerdova
Yana Smerdova (7 de febrero de 1998) es una deportista de Rusia que compite en atletismo. Ganó una medalla de bronce en el Campeonato Europeo de Atletismo Sub-23 de 2019, en la prueba de 20 km marcha.